# Psoralea rhombifolia
Psoralea rhombifolia är en ärtväxtart som beskrevs av John Torrey och Asa Gray. Psoralea rhombifolia ingår i släktet Psoralea och familjen ärtväxter. Inga underarter finns listade i Catalogue of Life.